# Ageliferin
Ageliferin je organická sloučenina vytvářená některými houbovci, izolovaná z jedinců rodu Agelas.
Často se vyskytuje společně se sceptrinem a jinými podobnými sloučeninami. Má antibakteriální vlastnosti a může vyvolávat rozpouštění biofilmů.